# 塞尼特
塞尼特（Senet、Senat），又可名卅格戲（30 Squares），出現於古埃及前王朝時期，最早的考古實物是約前31世紀 ，是世界上已知最古老的兩人版圖遊戲，屬於擲賽遊戲，與蘇美的烏爾王族局戲相似。

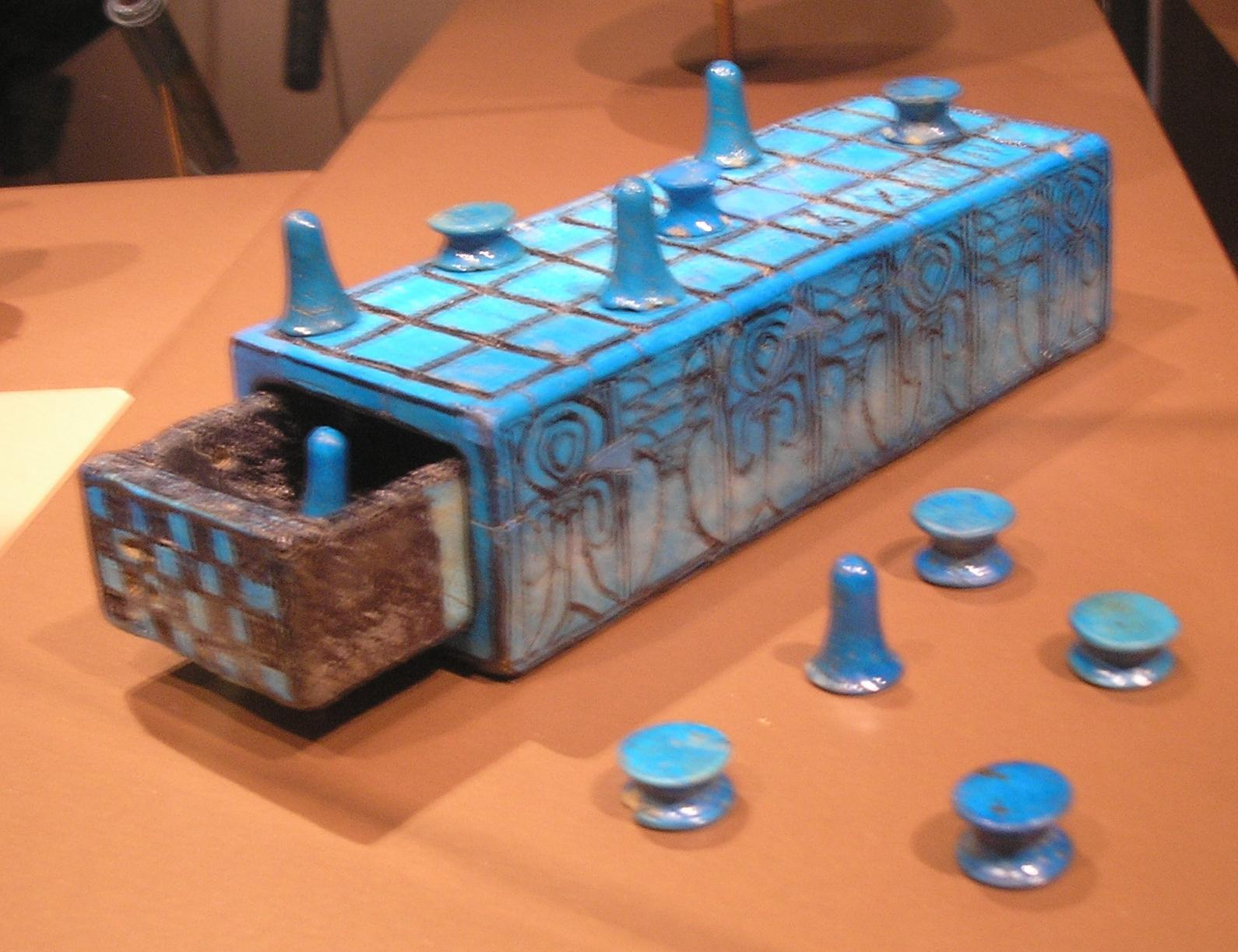
阿蒙霍特普三世墳墓的塞尼特，收藏於布魯克林博物館

## 歷史
埃及文 zn.t n.t ḥˁb 
| O34 · N35 | X1 |

是通關遊戲的意思，還用來比喻一個人旅行到下一個世界。故塞尼特常見於古埃及神話、歷史文獻，也是埃及古墓常見的陪葬品。神話中，底比斯三神的月神孔斯與智慧之神托特玩此遊戲，并以光为赌注，孔斯輸了比赛，因此除了满月时无法展现它所有的光芒。
此段神話牽涉到神話中的努特生下孩子的典故，拉神知道努特所生的孩子會奪取他的地位，所以詛咒努特只要月亮還是圓的一天，奴特就無法生下孩子。托特聽從了努特的請求而與孔斯打賭，並為努特贏取了五天新月之夜，努特便利用了這五天生下了阿活西斯、歐西里斯、伊西斯、賽特、奈芙蒂斯五個孩子。

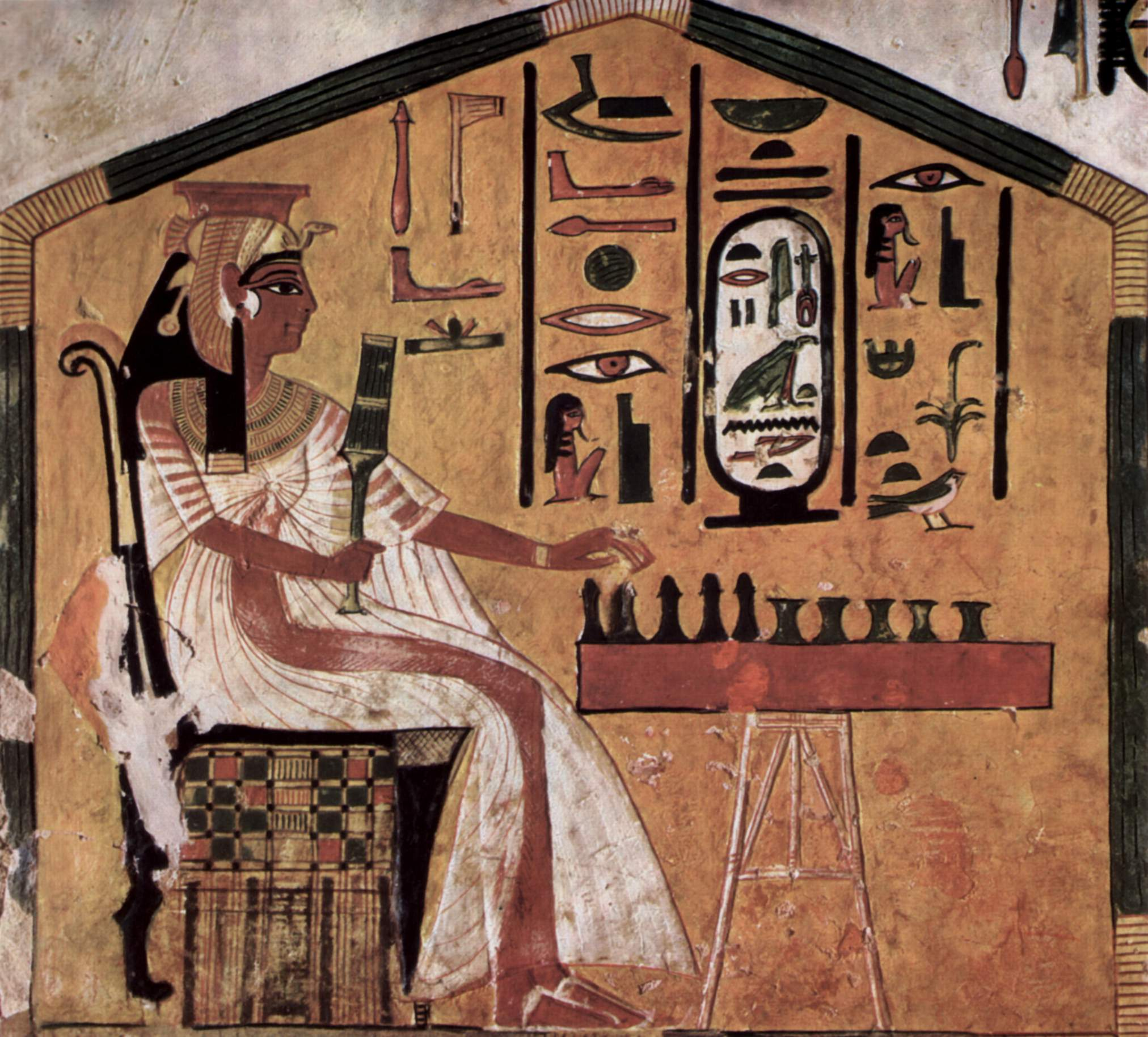
妮菲塔莉墳墓的古畫，妮菲塔莉在玩塞尼特。

詳細規則並不明，規則為羅伯特·查爾斯·貝爾等版圖遊戲研究者所推定。有協會定期舉辦比賽。

## 棋具
- 棋盤通常為橫三縱十的方格棋盤，其中一邊縱行有連續五格作有記號。
- 每方五枚棋子，以顏色區分敵我。
- 擲具為四根長斫。

## 大致規則
- 初始佈置為雙方棋子置於其中一邊縱行，交錯排列。

- 每回合擲長斫，然後移動一枚己棋，以牛耕式轉行書寫法前進，經中間縱行，到對向縱行，其步數須等於采數。棋子能穿過任何方棋，至空格、或有敵棋的棋格。若至敵棋的棋格時，將該敵棋移回該方的初始位置。
- 棋子抵達對向縱行的最後一格時，將該棋移除棋盤。
- 以所有己棋移除棋盤為勝。